# Herrarnas poänglopp i bancykling vid olympiska sommarspelen 1992
Herrarnas poänglopp i bancykling vid olympiska sommarspelen 1992 ägde rum den 28-31 juli 1992 i Velòdrom d'Horta.

## Medaljörer
| Event               | Guld                      | Silver                     | Brons                |
| Herrarnas poänglopp | Giovanni Lombardi Italien | Léon van Bon Nederländerna | Cédric Mathy Belgien |

## Resultat
| Placering | Cyklist                   | Poäng |
| --------- | ------------------------- | ----- |
|           | Giovanni Lombardi (ITA)   | 44    |
|           | Léon van Bon (NED)        | 43    |
|           | Cédric Mathy (BEL)        | 41    |
| 4         | Glenn McLeay (NZL)        | 30    |
| 5         | Lubor Tesař (TCH)         | 30    |
| 6         | Eric Magnin (FRA)         | 24    |
| 7         | Guido Fulst (GER)         | 24    |
| 8         | Andreas Aeschbach (SUI)   | 23    |
| 9         | Franz Stocher (AUT)       | 18    |
| 10        | Erminio Suárez (ARG)      | 16    |
| 11        | Hiroshi Daimon (JPN)      | 14    |
| 12        | Wojciech Pawlak (POL)     | 12    |
| 13        | Conrado Cabrera (CUB)     | 12    |
| 14        | José Youshimatz (MEX)     | 11    |
| 15        | Dan Frost (DEN)           | 7     |
| 16        | José Velásquez (COL)      | 6     |
| 17        | Patrick Matt (LIE)        | 5     |
| 18        | Simon Lillistone (GBR)    | 5     |
| 19        | Gene Samuel (TRI)         | 4     |
| 20        | Wenkai Li (CHN)           | 1     |
| 21        | Murugayan Kumaresan (MAS) | 0     |
| —         | Stephen McGlede (AUS)     | DNF   |
| —         | Miklós Somogyi (HUN)      | DNF   |
| —         | Vasyl Yakovlev (EUN)      | DNF   |